# Langues d'oïl
Langues d'oïl (franska: [lɑ̃ɡ dɔjl]) är en språkfamilj som bland annat inkluderar modern franska. Termen kan även beteckna det dialektkontinuum från vilket dessa språk utvecklades, vilket talades under medeltiden i norra Frankrike, Belgien, och delar av Schweiz. 
Langue d'oïl utvecklades från vulgärlatin och påverkades av de galliska och germanska språken. Under medeltiden övergick språket i flera dialekter, på vilka många franska medeltida verk skrevs. Med tiden fick den parisiska dialekten en framträdande roll tack vare det franska hovets politiska och kulturella inflytande. Den 10 augusti 1539 införde Villers-Cotterêts-förordningen franska som rikets administrativa och juridiska språk, vilket befäste den franska dialektens dominans över de andra langues d'oïl. Denna standardisering markerade början på utvecklingen mot modern franska.
Sedan denna period har andra langue d'oïl fått en roll som regionala språk eller dialekter som till stor del har ersatts av standardfranskan.

## Etymologi
Termen betyder "ja-språket" och betecknade ursprungligen sättet att bejaka (hoc ille), vilket skiljde sig åt mellan norra och södra Frankrike. Språket i den södra landshalvan benämndes langue d'oc och är ursprunget till occitanskan. Dante var den första som nämnde dessa termer i sitt författarskap, vilket han gjorde i De vulgari eloquentia där han talade om tre språk: oïl, oc och si.